# Der Zeuge (1969)
Der Zeuge (Originaltitel: Le Témoin) ist ein belgisch-französischer Film von Anne Walter aus dem Jahr 1969 mit Claude Jade und Gérard Barray in den Hauptrollen. Nachdem der Film am 16. November 1969 in Belgien erschien, fand die deutsche Erstausstrahlung vier Jahre später am 24. August 1973 im Deutschen Fernsehfunk statt. In Frankreich war der Film erst 1980 zu sehen.

## Handlung
Die in Brügge lebende Studentin und Englischlehrerin Cécile wohnt zur Untermiete bei Madame Hanka, einer Wahrsagerin.  Nachdem Cécile mitansehen muss, wie Madame Hanka ermordet wird, lernt sie im Museum den Museumsdirektor und Kunsthändler Van Britten kennen. Beide fühlen sich zueinander hingezogen. Sie verlässt ihren Freund Thomas und zieht zu Van Britten. 
Währenddessen ermittelt die Polizei im Mordfall Hanka. Der Verdacht von Inspektor Haas fällt auf Van Britten, der jedoch aus Mangeln an Beweisen wieder freigelassen wird. Cécile erkennt schließlich in Van Brittens Chauffeur Hermann den Mörder von Madame Hanka, der Cécile als Mordzeugin nun ebenfalls töten will. Van Britten flieht mit Cécile, doch sie werden von Hermann überrascht. Die beiden Männer sterben im Schusswechsel. Nun ist Cécile allein.

## Hintergrund
Die Regisseurin Anne Walter besetzte Cécile mit Claude Jade, die kurz zuvor mit Alfred Hitchcock gedreht hatte. In ihrer Autobiographie Baisers envolés berichtet Claude Jade, dass Walter selbst nicht am Set erschien und der Produktionsleiter Louis Duchesne ihre Arbeit übernommen hatte. Claude Jade und Jean-Claude Dauphin waren zu jener Zeit ein Liebespaar.

## Kritik
Anne Walter wollte eine Kriminalgeschichte in eine poetische Atmosphäre einbetten, die von der besonderen Schönheit der Stadt Brügge und der sie umgebenden Landschaft genährt wird. Das Ergebnis ist nicht ohne Charme, wirkt aber nicht immer überzeugend. Die Reaktionen der Figuren wirken manchmal willkürlich und die Handlung ist etwas erzwungen. Claude Jade besitzt die gewünschte Liebenswürdigkeit und Zartheit, um die Sympathie und die Aufmerksamkeit des Zuschauers zu gewinnen. (Jean-Claude Berubé).